# Zwischenbrücken
Zwischenbrücken var en selvstændig kommune i Østrigs hovedstad Wien 1848 – 1850. I dag er området en del i Wiens 2. bezirk Leopoldstadt og 20. bezirk Brigittenau.
Navnet kommer af dets placering mellem to Donaubroer: den store Taborbrücke og den lille Taborbrücke, hvorover landevejen til Bøhmen og Mæhren løb. Etableringen af området i 1698 samt befæstningsanlægget i den nordlige del af Wien, muliggjorde beboelse af området.
I 1859 blev området sammen med Brigittenau indlemmet i det nyetablerede Leopoldstadt, mens den ydre del af Zwischenbrücken (tæt ved Floridsdorf) blev offer for reguleringen af Donau.
I tiden efter 1870 blev området hurtigt bebygget. I år 1900 lykkedes det kommunalpolitikere at at udskille Brigittenau fra Leopoldstadt, hvilket førte til en deling af det historiske område Zwischenbrücken.
I dag er Zwischenbrücken på vej ind i en ny udviklingsfase, fordi Nordbanens gamle godsbanearealer er ved at blive forvandlet til nye bebyggelsesområder.48°14′03″N 16°23′11″Ø / 48.2342°N 16.3864°Ø